# Bleptina proxima
Bleptina proxima är en fjärilsart som beskrevs av John Henry Leech 1900. Bleptina proxima ingår i släktet Bleptina och familjen nattflyn. Inga underarter finns listade i Catalogue of Life.